# Operazione Cartwheel

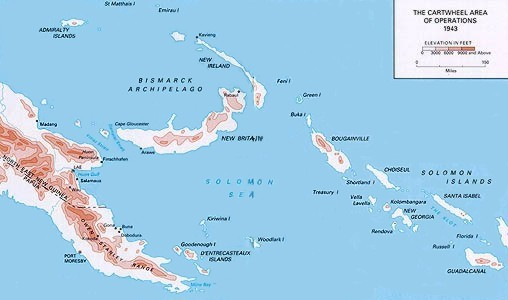
La parte orientale del Territorio della Nuova Guinea e quella settentrionale delle Isole Salomone; la zona nella quale ebbe luogo l'Operazione Cartwheel, dal giugno 1943.

L'Operazione Cartwheel (1943–1944) fu una delle maggiori operazioni militari da parte degli Alleati nel Teatro del Pacifico durante la seconda guerra mondiale.
Fu un'operazione volta a neutralizzare la maggior base giapponese a Rabaul. L'operazione fu diretta dal Comandante Supremo Alleato nell'area del Pacifico sudoccidentale (SWPA), Generale Douglas MacArthur, le cui forze erano avanzate lungo la costa nordorientale della Nuova Guinea e avevano occupato le isole della zona. Le forze alleate, al comando dell'ammiraglio William Halsey, avanzarono dall'area del Sud Pacifico attraverso le Isole Salomone verso l'isola Bougainville. Le forze alleate coinvolte nell'operazione provenivano dall'Australia, dalla Nuova Zelanda, dai Paesi Bassi, dagli Stati Uniti d'America e da varie isole del Pacifico.

## Antefatti

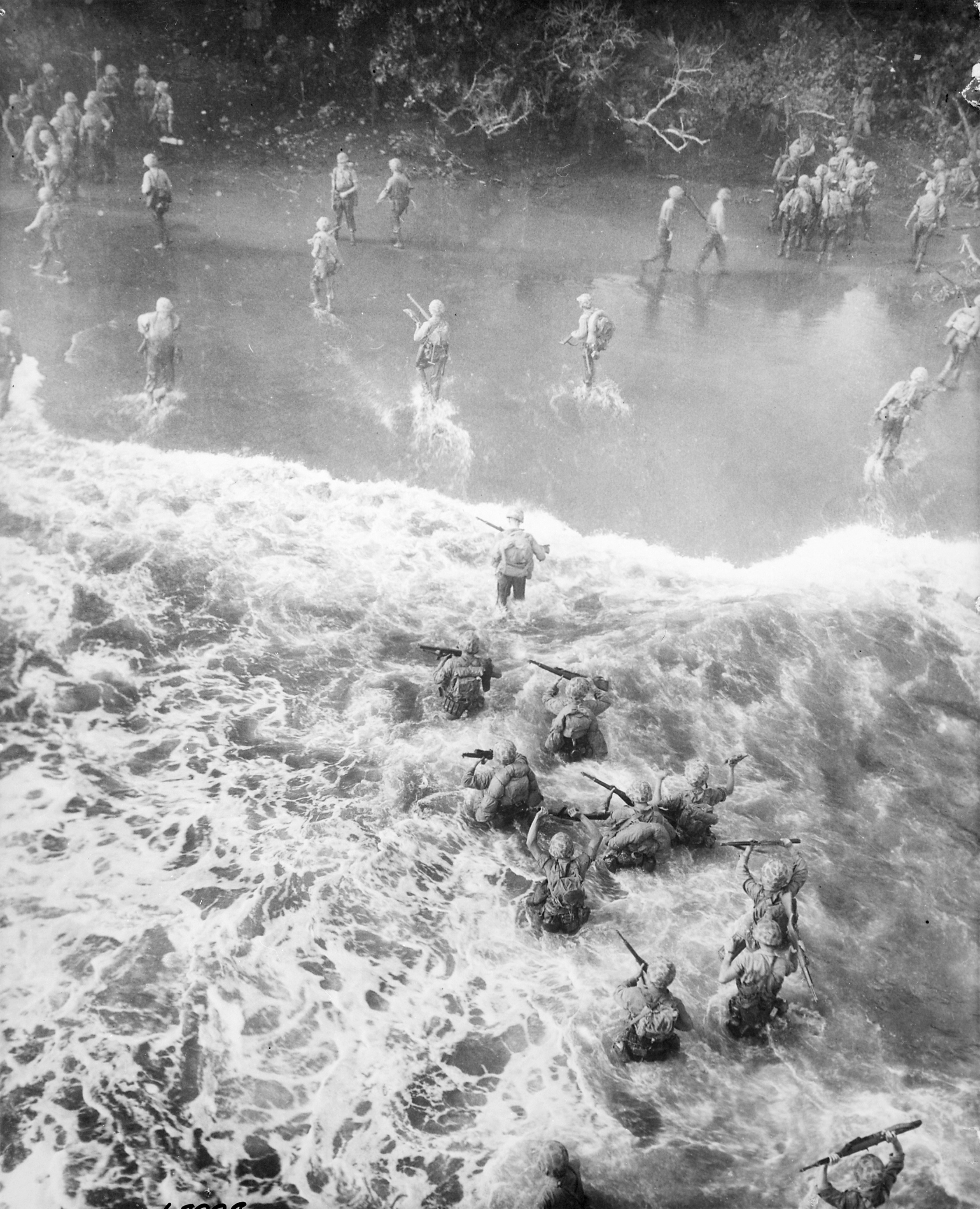
I Marine degli Stati Uniti percorsero un tratto in un metro di acqua marina allorché lasciarono i loro LST per prendere terra a Capo Gloucester, Nuova Britannia il 26 dicembre 1943.

Forze giapponesi avevano catturato Rabaul (Nuova Britannia), nel territorio della Nuova Guinea, alle forze australiane nel febbraio 1942, e l'avevano trasformata nella loro maggior base avanzata nel Sud Pacifico e nel principale ostacolo nei due teatri di guerra alleati. MacArthur formulò uno schema, il "Piano Elkton" per catturare Rabaul partendo da basi in Australia e Nuova Guinea.
L'ammiraglio Ernest J. King, Capo delle Operazioni Navali, propose un piano con elementi simili, ma sotto il comando della Marina. Il Capo di stato maggiore dell'Esercito degli Stati Uniti George C. Marshall, il cui scopo principale era di concentrare gli sforzi degli Stati Uniti contro la Germania Nazista in Europa e non contro i Giapponesi nel Pacifico, propose un piano di compromesso con il quale il compito sarebbe stato quello di dividere le operazioni in tre stadi: il primo, sotto il comando della Marina, e gli altri due sotto la direzione del Generale MacArthur e il controllo dell'esercito. Questo piano strategico, che non fu mai formalmente adottato dal Stato maggiore congiunto) ma che alla fine venne realizzato, richiedeva quanto segue:
- Occupazione di Tulagi (successivamente Guadalcanal) e delle Isole Santa Cruz
- Occupazione della costa nordest della Nuova Guinea e il centro delle isole Solomon[1]
- Ridurre Rabaul e le relative basi[1]

Protrattasi la battaglia per Guadalcanal, seguita dalla incontrastata occupazione delle Isole Russell (Operazione Cleanslate) il 21 febbraio 1943, si concluse con i tentativi dei Giapponesi di rafforzare l'area via mare. Le forze aeree di MacArthur controbatterono con la Battaglia del Mare di Bismarck dal 2 al 5 marzo 1943. Le perdite disastrose sofferte dai Giapponesi spinsero l'Ammiraglio Isoroku Yamamoto a iniziare l'Operazione I-Go, una serie di attacchi aerei contro i campi di volo e i porti Alleati sia a Guadalcanal che in Nuova Guinea, che alla fine si concluse con la sua morte il 18 aprile 1943.